# 多爾哥多
多爾哥多（Dol Guldur），在辛達林語中意為「妖術山丘」（Hill of Sorcery），是托爾金（J. R. R. Tolkien）小說中土大陸裡的一個地方，位於幽暗密林（Mirkwood）南方，為黑暗魔君索倫的要塞。

## 地理歷史
第三紀元1000年後，索倫（Sauron）返回中土大陸，並建立了多爾哥多。多爾哥多亦名為阿蒙蘭斯（Amon Lanc），曾經是歐瑞費爾（Oropher）森林精靈（Silvan Elves）的根據地，但已向北移至幽暗密林山脈以北。索倫佔領多爾哥多後，歐瑞費爾之子瑟蘭督伊（Thranduil）帶領他的子民越過密林河（Forest River），並在那裡定居。
聖白議會（White Council）擔憂多爾哥多的力量可能來自索倫。第三紀元2063年，灰袍巫師甘道夫（Gandalf）前往多爾哥多探查，而索倫此時仍未恢復力量，逃往東方。第三紀元2460年，在史麥戈（Smeagol）找到至尊魔戒（One Ring）後，索倫重返多爾哥多，但魔戒隨著史麥戈消失在迷霧山脈（Hithaeglir）下。
第三紀元2845年，長鬚族矮人國王索恩二世（Thráin II）持有矮人七戒的其中一戒，被囚禁在多爾哥多的地牢。第三紀元2850年，甘道夫再次進入多爾哥多，找到垂死的索恩二世，索恩二世雖然並沒有在死前交代他兒子的姓名，但索恩二世將山下王國的地圖和鎖匙託給索林·橡木盾（Thorin Oakenshield）。甘道夫確定了索倫正是多爾哥多的主人。
甘道夫返回聖白議會，並敦促對多爾哥多開戰，但被白袍巫師薩魯曼（Saruman）否決，因為他私下對多爾哥多開始搜尋魔戒的下落。第三紀元2941年，薩魯曼最終同意向多爾哥多開戰，《哈比人歷險記》亦在這時開展。這是甘道夫刻意安排的，使索倫和惡龍史矛革（Smaug）不能互相援助，否則他們一定會這樣做。索倫逃回魔多（Mordor），他的計劃已準備就緒。多爾哥多被克哈穆爾（Khamul）接管，他是巴拉多（Barad-dûr）的副官，亦是戒靈（Ringwraiths）的二號人物。
魔戒聖戰時期，多爾哥多的半獸人軍隊對羅斯洛立安（Lothlórien）發動了三次攻勢，對羅斯洛立安的外圍森林造成嚴重破壞。多爾哥多的軍隊每次都被精靈水戒（Nenya）的力量擊敗，只有索倫本身才可壓倒精靈水戒的力量。索倫失敗後，凱勒鵬（Celeborn）率軍越過安都因河（Anduin），攻陷多爾哥多。多爾哥多被羅斯洛立安的精靈清空，凱蘭崔爾（Galadriel）亦來到「擊垮它的高牆,破壞它的牢籠」，重新將多爾哥多命名為阿蒙蘭斯（Amon Lanc），一度成為凱勒鵬的羅斯洛立安以東的首府。

## 改編描述
在彼得·傑克森執導的《哈比人電影系列》中，多爾哥多是一座廢棄的巨大城堡，長滿荊棘。除索倫之外，安格馬巫王等九名戒靈及一些半獸人也棲息在多爾哥多內。概念設計師艾倫·李與約翰·豪威從《魔戒》小說附錄中得到靈感來設計多爾哥多，他們為九名戒靈設計了九個內室。多爾哥多的布景充斥著骷髅残骸、鏈條、有刺的藤蔓，美術指導丹·漢納說：「在這個環境裡你瞬間就會感覺到惡魔會在這裡聚集」。
在電子遊戲《魔戒：中土大戰II》中，多爾哥多的勢力由索倫之口領導。